# Annakirche (Warschau)
Die katholische Kirche der Heiligen Anna (polnisch Kościół św. Anny) in Warschau ist eine katholische, ehem. Bernhardinerkirche an der Krakauer Vorstadt, dem nördlichsten Teil des Warschauer Königswegs.

## Geschichte
Die Kirche wurde mit dem dazu gehörenden Bernhardinerkloster in den Jahren 1454 im Stil der masowischen Backsteingotik auf Initiative der Benediktiner erbaut. Der Bau wurde zum großen Teil von Anna Fiodorówna finanziert, die auch die Stifterin war. Die Kirche brannte im 16. Jahrhundert mehrmals ab. Der Kirchturm wurde 1578 im Stil des Manierismus hinzugefügt. Die klassizistische Fassade geht auf Chrystian Piotr Aigner zurück, der die Rokoko-Fassade von Giacomo Fontana umgestaltet hat. Im Warschauer Aufstand von der Wehrmacht zunächst niedergebrannt, wurde die Kirche nach dem Krieg wieder aufgebaut. Am 3. Juni 1979 besuchte Papst Johannes Paul II. die Kirche und sprach mit der dortigen Jugend. Diesem Ereignis wird mit einer Gedenktafel erinnert.
Seit 1928 übernahm sie von der Visitantinnen-Kirche den Dienst als Universitäts- und Akademikerkirche. Dies geschah vor allem aufgrund ihrer geographischen Nähe zu vier der bedeutendsten Warschauer Hochschulen: Der Universität Warschau, der Akademie der Bildenden Künste, der Fryderyk-Chopin-Universität für Musik, und der Theaterakademie Warschau.
Zurzeit beherbergt sie die Zentrale Akademische Seelsorge (Centralny Ośrodek Duszpasterstwa Akademickiego). Zuständiger Rektor ist der Priester Mateusz Gawarski, der von vier anderen Priestern unterstützt wird.

## Geographische Lage
Die Kirche befindet sich südlich der Warschauer Altstadt unmittelbar am Schlossplatz, wo die Flaniermeile Krakauer Vorstadt des Warschauer Königswegs beginnt.

## Darstellungen

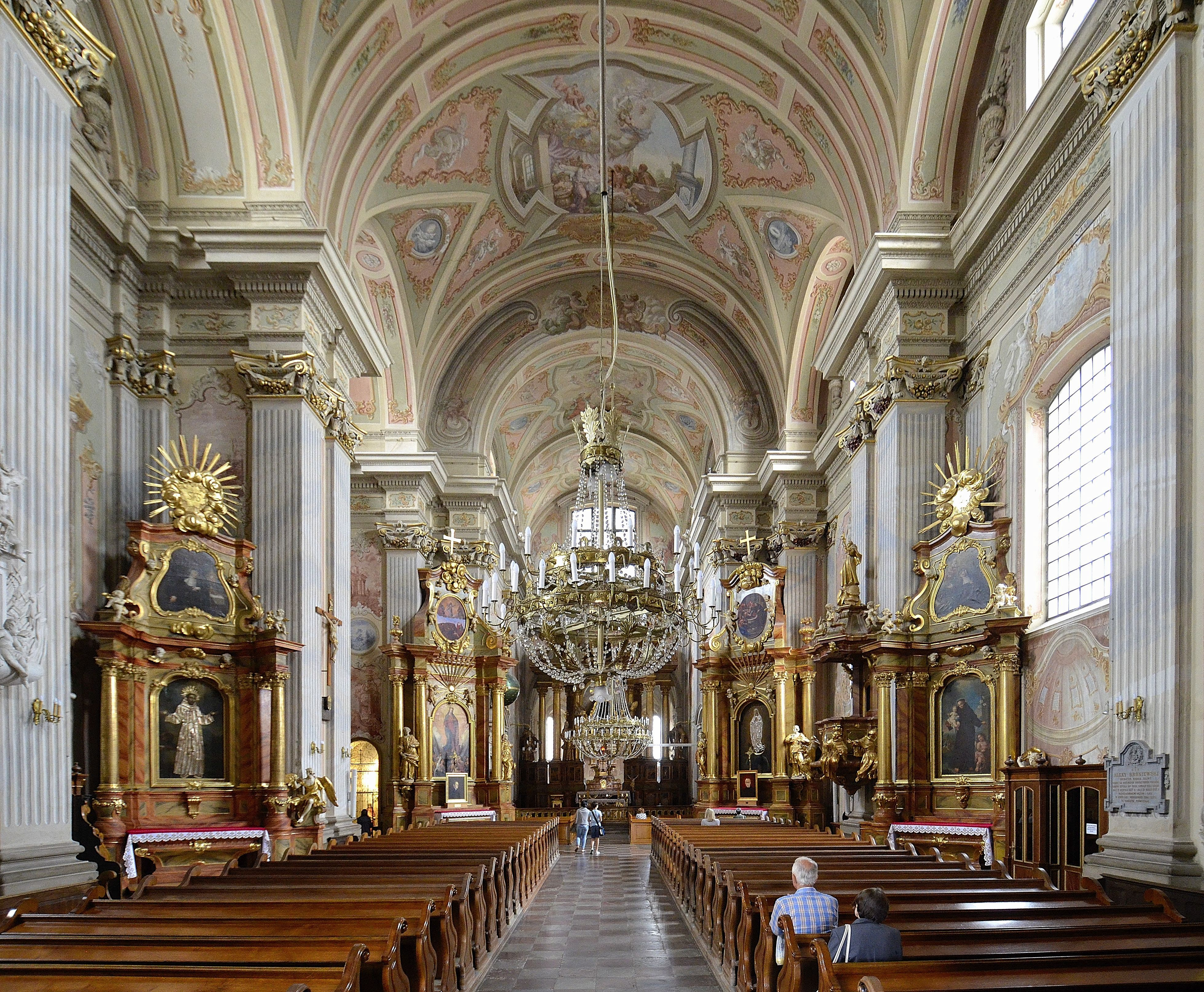
Innenraum
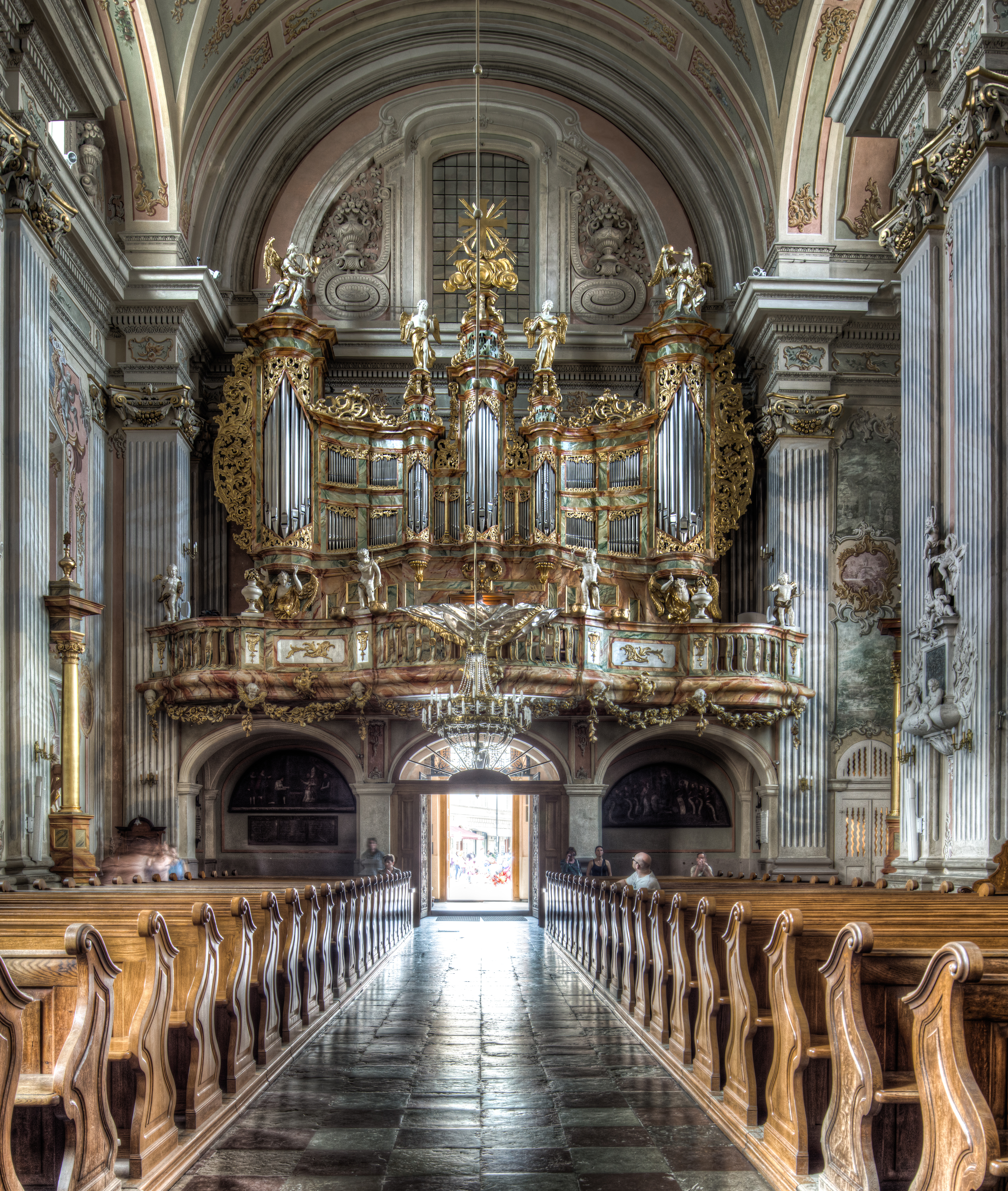
Orgel
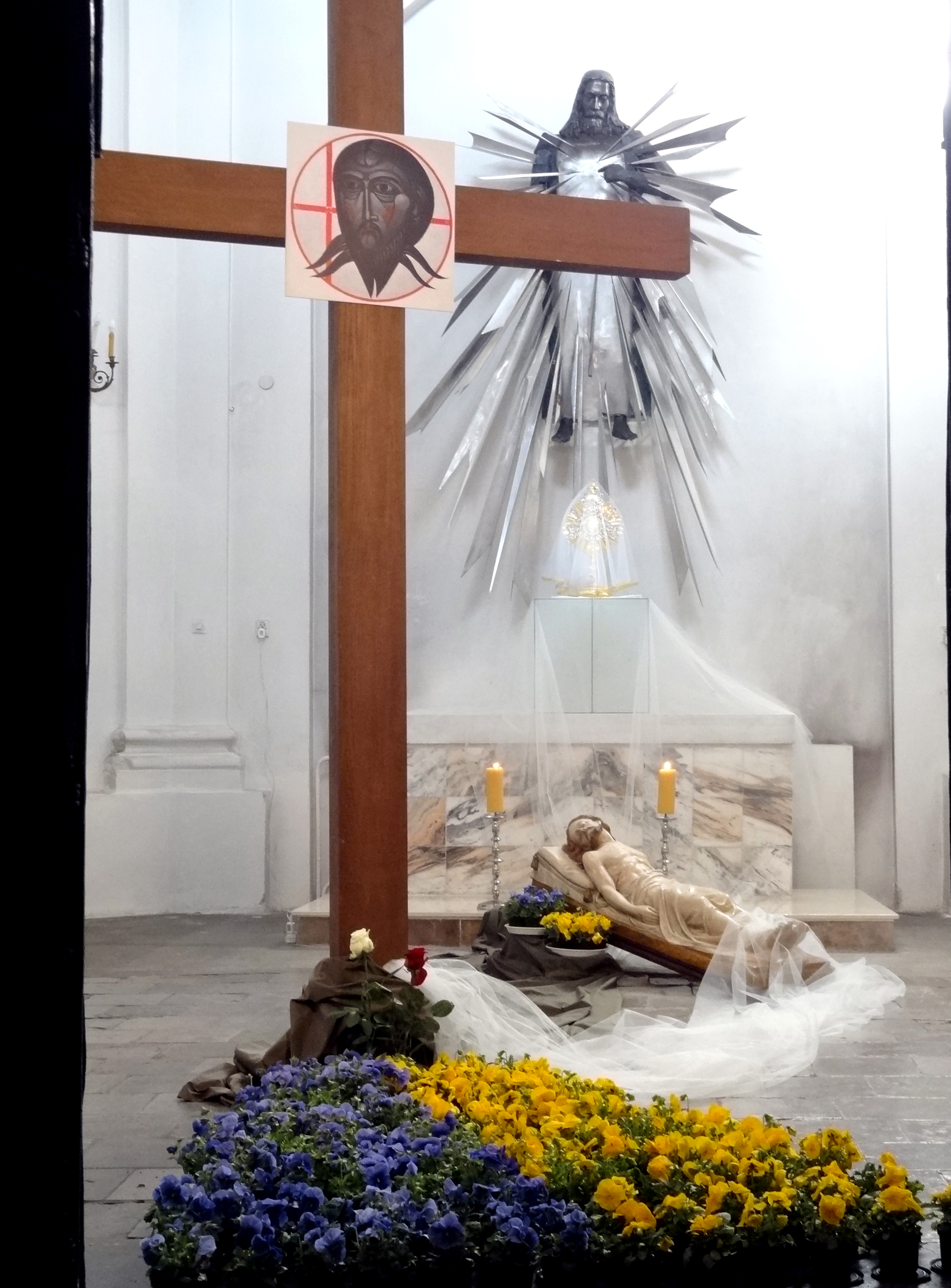
Kapelle mit dem Heiligen Grab am Karsamstag 2022 mit den Farben der ukrainischen Flagge im Bezug auf den  russischen Überfall auf die Ukraine